# Cassidulus infidus
Cassidulus infidus is een zee-egel uit de familie Cassidulidae.
De wetenschappelijke naam van de soort werd in 1948 gepubliceerd door Theodor Mortensen.